# Narumon Pinyosinwat
Narumon Pinyosawat (thaï : นฤมล ภิญโญสินวัฒน์) est une femme politique thaïlandaise née le 29 octobre 1973 à Bangkok.

## Parcours politique
Membre du Palang Pracharat, elle est d'abord membre de la Chambre des représentants, élue sur liste proportionnel, à l'issue des élections législatives de mars 2019. Elle démissionne ensuite pour devenir porte-parole du Cabinet du Premier ministre sous le second gouvernement de Prayut Chan-o-cha en juillet 2019, soit seulement 4 mois après son élection.
En août 2020, elle est nommée vice-ministre du Travail, la première depuis 21 ans, la dernière étant Ladawan Wongsriwong (th), dans le premier gouvernement de Thaksin Shinawatra. Elle est démise de ses fonctions plus d'un an plus tard, en septembre 2021.
Elle quitte le Palang Pracharat en 2023,. Dans le même temps, elle est nommée représentante commerciale de la Thaïlande par Srettha Thavisin,. En août 2024, elle est élue cheffe du parti Klatham, et rejoint le mois suivant le gouvernement de Paethongtarn Shinawatra en étant nommée ministre de l'Agriculture et des Coopératives.